# Spermatozoid

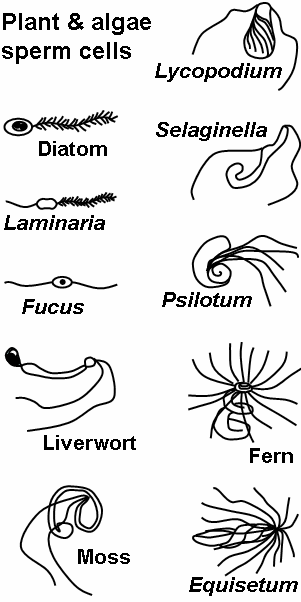
Pohyblivé spermatozoidy řas a některých rostlin

Spermatozoid je pohyblivá samčí pohlavní buňka některých rostlin, hub a řas. Jsou do jisté míry obdobou spermatu v živočišné říši. U kapraďorostů se vytváří v pelatkách.

## Rozdělení
Spermatozoidy se dělí podle počtu bičíků na:
- biciliátní – mající 2 bičíky (např. u mechorostů)
- polyciliátní – mající více bičíků (např. u kapradin či u cykasů, kde např. spermatozoid kejáku Roezlova má až 40 000 bičíků).

Mohou mít také různou velikost. Vůbec největší spermatozoid lze nalézt u cykasu druhu keják Roezlův, který je při velikosti až 0,5 mm viditelný pouhým okem. Je tak rekordmanem nejen v rostlinné, ale i živočišné říši.

## Spermatozoid rostlin
Z vyšších rostlin se vyskytují spermatozoidy u mechorostů, kapraďorostů, dále u některých primitivních nahosemenných rostlin (cykasy a jinany). Na rozdíl od nich však vytváří většina nahosemenných i kvetoucích rostlin pylová zrna. Tato evoluční změna souvisí pravděpodobně s adaptací rostlin k suchozemskému prostředí: spermatozoidy totiž potřebují ke správnému oplození vodu. Té mají např. mechy dostatek u povrchu země (žijí ve vlhku), nahosemenné rostliny se spermatozoidy si však již ve vajíčku s sebou musí nosit určité množství vody. Zbytek nahosemenných a krytosemenné rostliny se s tímto problémem vypořádaly tím, že nevytváří bičík a pylová zrna se rozšiřují hlavně větrem či pomocí hmyzu.